# Sergio Pacelli
Sergio Pacelli (22 aprile 1948 – 26 febbraio 2007) è stato un drammaturgo e regista cinematografico italiano.
Nel 1999 fonda con l'aiuto della moglie, Agata Papi, e dei suoi tre figli il Teatro da Camera di Roma.
Sergio Pacelli apparteneva alla nobile famiglia Pacelli di San Salvatore, cugini di Pio XII.
I Pacelli di San Salvatore infatti discendono da Edoardo Pacelli, cugino diretto di Eugenio Pacelli.
Stemma: due mani che si stringono e due spade che s'incrociano, che significano pace agli amici e morte ai nemici. Tre stelle coronano lo stemma a indicare i tre casati posseduti: Faicchio, San Salvatore e Amorosi 
Le sue opere sono impregnate di simbolismi e principi religiosi.

## Opere
Sergio Pacelli è autore di 99 opere di teatro e di alcuni film.

### Cinema
- Il giorno del porco, proiettato in anteprima al festival di Cannes nel 1994, favola per adulti ispirata ai dipinti di Hieronymus Bosch.
- Sceneggiatura di Pullecenella, storia del guitto Paolo Cinelli (ora di proprietà degli eredi)

### Teatro
- Hermes - L'elogio della Follia
- Mio figlio Nanà, Teatro Comico Napoletano
- Amaro Caffè
- Matrimonio terminale
- Coppola Rossa
- Fruguliatenne
- Totonno
- Storia di amore e fregature: Ivonne la Cocotte
- La strega di Frasso (Regia: Arnaldo Delehaye e Sergio Pacelli - Sceneggiatura: Arnaldo Delehaye, Sergio Pacelli e Agata Cameretti[2])

### Libri
- Siberia 7
- Il bambino di Pietrelcina